# Abdourahman Boreh
 (décembre 2024).
Si vous disposez d'ouvrages ou d'articles de référence ou si vous connaissez des sites web de qualité traitant du thème abordé ici, merci de compléter l'article en donnant les références utiles à sa vérifiabilité et en les liant à la section « Notes et références ».
Abdourahman Boreh est un homme politique et homme d'affaires djiboutien.

## Biographie

### Enfance, éducation et débuts
Abdourahman Boreh est le fils d'un grand commerçant qui importait des commodités pour le territoire de Djibouti. Il fait des études en Éthiopie et à Londres avant de revenir s'installer et lancer des affaires à Djibouti.
Abdourahman Boreh est djiboutien et appartient à une grande famille, éminente et respectée, dont les racines proviennent de tous les pays de la Corne de l’Afrique.
Depuis plusieurs générations, les membres de la famille Boreh se sont distingués par leurs qualités de dirigeants, tant dans la sphère sociale que commerciale et sont reconnus dans toute la Corne de l’Afrique pour leurs réalisations. Cette famille a aussi joué un rôle majeur dans le processus qui a mené à l’indépendance de Djibouti en 1977, dans un contexte de paix.[réf. nécessaire]
Il y a plus d’un siècle[Quand ?], le grand-père d’Abdourahman Boreh démarre un commerce traditionnel et florissant dans des domaines divers, tels que le bétail, les graines de café, les textiles et d’autres produits venus de l’Éthiopie à destination des marchés de la Somalie, de Djibouti, du Yémen, et d’autres pays encore plus éloignés. Le père d’Abdourahman Boreh reprend ce commerce et le fait fructifier.
Enfant de la troisième génération, Abdourahman Boreh s’est impliqué très jeune dans le commerce familial, tout en poursuivant des études commerciales et financières au Royaume-Uni. Très vite, il a appris non seulement le métier d’homme d’affaires et mais aussi à maîtriser les problèmes inhérents aux affaires tant à Djibouti que dans les pays limitrophes. Il a fondé sa propre compagnie en 1983, qui s’est transformée en un groupe de sociétés très important spécialisé dans le négoce, les services, l’investissement et la construction.
Abdourahman Boreh est actif dans la logistique portuaire à travers DP World,. Auparavant proche du gouvernement, il a vu sa relation avec le président Ismaïl Omar Guelleh - un ancien proche et membre lointain de sa famille - se brouiller,,.